# Rowland Hill (postmand)
 For alternative betydninger, se Rowland Hill. (Se også artikler, som begynder med Rowland Hill)
Sir Rowland Hill KCB, FRS (født 3. december 1795 i Kidderminster, Worcestershire, død 27. august 1879 i Hampstead) var en engelsk lærer, opfinder og social reformator. Han stod bag en omfattende reform af postvæsenet som man kendte det, på baggrund af konceptet enhedsporto og hans løsninger med forudbetaling af porto, der muliggjorde sikker, hurtig og billig transport af breve. Hill havde senere embedet som statslig posttjenestemand, og han tages normalt til indtægt for det basale koncept for moderne postvæsener, herunder opfindelsen af frimærket.